# 岩田靖夫
岩田 靖夫（いわた やすお、1932年4月25日 - 2015年1月28日）は、日本の哲学者。文学博士（東京大学・論文博士・1987年）（学位論文「アリストテレスの倫理思想」）。東北大学名誉教授、仙台白百合女子大学名誉教授。文化功労者。古代ギリシャ哲学専攻。

## 来歴
東京生まれ。東京大学文学部卒、1961年同大学院人文科学研究科博士課程満期退学。
東京大学教養学部助手、成城大学講師、北海道大学助教授、1973年東北大学文学部助教授、1977年教授、1987年「アリストテレスの倫理思想」で文学博士（東京大学）の学位を取得。1996年東北大を定年退官、名誉教授、聖心女子大学教授、2001年仙台白百合女子大学教授、名誉教授。2003年文化功労者。2006年、瑞宝重光章受章。
2015年1月28日、肺炎のため死去。82歳没。叙正四位。

## 著書
- 『アリストテレスの倫理思想』 岩波書店 1985
- 『神の痕跡 ハイデガーとレヴィナス』 岩波書店 1990
- 『倫理の復権 ロールズ・ソクラテス・レヴィナス』 岩波書店 1994
- 『ソクラテス』 勁草書房 1995／ちくま学芸文庫（増補版） 2014
- 『神なき時代の神 キルケゴールとレヴィナス』 岩波書店 2001
- 『ヨーロッパ思想入門』 岩波ジュニア新書 2003
- 『よく生きる』 ちくま新書 2005
- 『三人の求道者 ソクラテス・一遍・レヴィナス』 創文社〈長崎純心レクチャーズ〉 2006
- 『いま哲学とはなにか』 岩波新書 2008
- 『アリストテレスの政治思想』 岩波書店 2010
- 『ギリシア哲学入門』 ちくま新書 2011
- 『ギリシア思想入門 = Introduction to Greek Thought』 東京大学出版会 2012
- 『人生と信仰についての覚え書き』 女子パウロ会 2013
- 『極限の事態と人間の生の意味 大災害の体験から』 筑摩選書 2015

## 共編著
- 『人間 その生と死』塚本啓祥共編　平楽寺書店, 1993
- 『西洋思想の源流 自由民の思想と虜囚民の思想』（編著）　放送大学, 1997
- 『概念と歴史がわかる西洋哲学小事典』木田元、生松敬三、伊東俊太郎共編　ちくま学芸文庫, 2011

## 翻訳
- 『アリストテレス全集 16　アレクサンドロスに贈る弁論術』斎藤忍随共訳、岩波書店, 1968
- E.R.ドッズ『ギリシァ人と非理性』水野一共訳、みすず書房, 1972、復刊1997ほか
- W.K.C.ガスリー『ギリシア人の人間観 生命の起源から文化の萌芽へ』白水社〈白水叢書〉, 1978
- 『ハイデッガー全集 33 (第2部門 講義 1919-44)  アリストテレス『形而上学』第9巻1-3 力の本質と現実性について』（共訳） 創文社, 1994／東京大学出版会, 2021
- プラトン 『パイドン 魂の不死について』 岩波文庫, 1998、改版2025.9
- 『ハイデッガー全集 40 (第2部門 講義 1919-44)　形而上学入門』ハルトムート・ブフナー共訳、創文社, 2000／東京大学出版会, 2021

## 参考リンク
- 岩田靖夫名誉教授が文化功労者に アーカイブ 2004年4月13日 - ウェイバックマシン
- 岩田靖夫先生 著作目録